# Sua Majestade Imperial

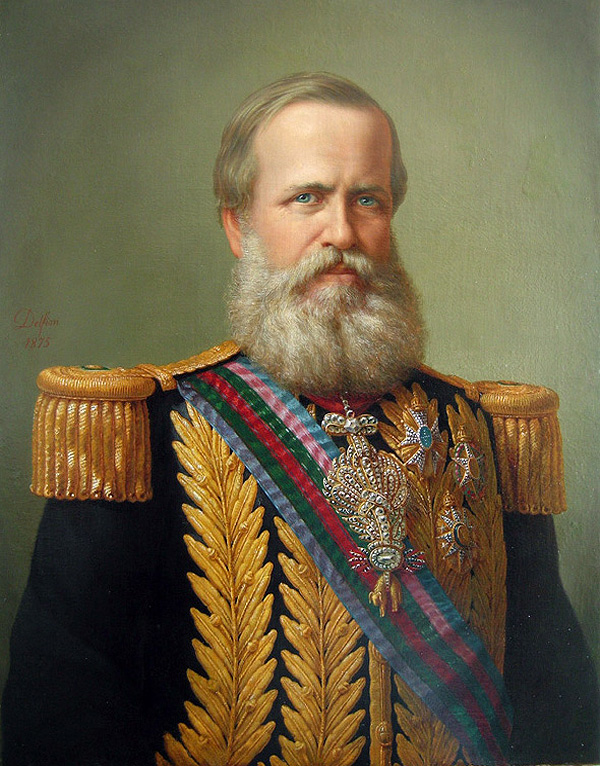
Sua Majestade Imperial, Dom Pedro II, Imperador Constitucional e Defensor perpétuo do Brasil.

Sua Majestade Imperial (S.M.I.) é o tratamento usado por imperadores e imperatrizes, para distingui-los de reis e rainhas, que detém o tratamento de Sua Majestade (S.M.). 

## Utilização no passado
Foi utilizado para chefes de casas imperiais, entre eles o russo, o brasileiro e o centro-africano.

## Utilização no presente
Há apenas um império cuja existência perdura até os dias atuais, sendo um tratamento dado aos soberanos do império do Japão. Assim, tal tratamento tem uma utilização bem reduzida, quase inexistente